# Johannes Thauberger
Johannes Thauberger (* 1890 in Klosterdorf/Kostyrka, Ukraine, Russisches Kaiserreich; † nach Juni 1938 in der Sowjetunion) war ein russlanddeutscher römisch-katholischer Geistlicher und Märtyrer.

## Leben
Johannes Thauberger wuchs im Bistum Tiraspol auf und wurde 1915 zum Priester geweiht. Sein theologisches Aufbaustudium in Sankt Petersburg wurde von der Oktoberrevolution unterbrochen. Von 1918 bis 1919 lehrte er Theologie an den Priesterseminaren Saratow und Odessa. Ab 1920 war er Pfarrer in Selz und von 1923 bis 1935 Pfarradministrator in Karlsruhe. 1935 wurde er verhaftet und zu 10 Jahren Gefängnis verurteilt. Im Juni 1938 befand er sich mit den deutschen Priestern Johannes Albert, Valentin Böchler, Philipp Jaufmann, Joseph Kruschinsky, Raphael Loran, Joseph Neugum, Ziriak Reichert und Jakob Warth in Karaganda. Seitdem ist er verschollen.

## Gedenken
Die Römisch-katholische Kirche in Deutschland nahm Johannes Thauberger als Märtyrer in das deutsche Martyrologium des 20. Jahrhunderts auf.